# St. James’s Day Fight
Lowestoft – Bergen – Viertageschlacht – St. James’s Day Fight – Medway
Der St. James’s Day Fight (auch bekannt als Seeschlacht bei North Foreland oder Tweedaagse Zeeslag) vom 25. Julijul. / 4. August 1666greg. war eine Seeschlacht während des Englisch-Niederländischen Krieges (1665–1667). Die englische Flotte unter dem Befehl von Prince Rupert und Admiral George Monck griff dabei die niederländische Kriegsflotte unter Admiral Michiel de Ruyter vor der englischen Küste an. Die Schlacht endete mit einem Sieg der Royal Navy, welche damit die Seeherrschaft errang. Ihren Namen erhielt die Schlacht, da sie nach dem damals in England gültigen Julianischen Kalender am 25. Juli, dem Namenstag des Saint James, stattfand.

## Vorgeschichte
Die Republik der Vereinigten Niederlande und das Königreich England befanden sich seit dem Frühjahr 1665 im Krieg um wirtschaftliche Vorteile. Trotz einiger Schlachten hatte keine Seite einen entscheidenden Vorteil erringen können. Im Juni des Jahres 1666 kam es schließlich zur „Viertageschlacht“ (11.–14. Juni 1666), in der die Niederländer einen großen Erfolg über die englische Flotte errangen. Die Engländer verloren 10 Schiffe. 30 weitere wurden schwer beschädigt. Sie mussten sich in die Docks am Ufer der Themse zurückziehen und den niederländischen Kriegsschiffen die Seeherrschaft überlassen. Während nun die Niederländer die Themsemündung blockierten, bereiteten sich die englischen Verbände darauf vor, diesen wichtigen Handelsweg freizukämpfen.

### Die niederländische Flotte
Kurz nach der „Viertageschlacht“ überschätzte Johan de Witt (1625–1672), der Ratspensionär von Holland, bei dem die Leitung der niederländischen Politik lag, das Ausmaß der englischen Niederlage. Er war der Ansicht, dass die englische Flotte viel Zeit benötigen würde, um die Schäden an ihren Schiffen zu beseitigen, und er bezweifelte, dass dazu überhaupt das nötige Material vorhanden war. Er erwartete außerdem, dass es infolge der Niederlage zu Unruhen in der englischen Bevölkerung kommen würde, welche eine Landung niederländischer Truppen in England begünstigen würden. Am 24. Junijul. / 4. Juli 1666greg. schickte er die Flotte unter dem Befehl Admiral Michiel de Ruyters (1607–1676) erneut aus. Sie umfasste neben den Kriegsschiffen auch viele Transportschiffe, auf welchen sich Truppen für eine Landung befanden. Doch de Witt stieß weder auf die Reste der englischen Flotte, noch traf er auf eine Aufstandsbewegung der lokalen Bevölkerung an der Themsemündung. Es blieb der niederländischen Flotte deshalb nichts anderes übrig, als die Themsemündung für den englischen Handel zu schließen, um sie auf diesem Wege zum Frieden zu zwingen.
Die niederländische Flotte umfasste 77 Kriegsschiffe, 17 einfache Fregatten und 2 Drei-Mast-Fregatten, sowie 7 kleinere Yachten und 20 Brander mit insgesamt 22.234 Seeleuten und 4.645 Kanonen. Damit war sie der englischen Flotte zwar zahlenmäßig ebenbürtig, doch ihre Schiffe waren kleiner, und ihre Kanonen besaßen ein geringeres Kaliber. An Feuerkraft waren die Niederländer der englischen Flotte daher nicht gewachsen. Die Flotte selbst war in drei Geschwader gegliedert. Das Erste Geschwader befehligte Admiral de Ruyter selbst, das Zweite kommandierte Admiral Johan Evertsen (1600–1666) und das Dritte schließlich Admiral Cornelis Tromp (1629–1691). Jedes Geschwader war selbst wiederum in Vorhut, Nachhut und Zentrum unterteilt (→ siehe: Tabelle unten).
| ZWEITES GESCHWADER (Jan Evertsen)     | ZWEITES GESCHWADER (Jan Evertsen) | ZWEITES GESCHWADER (Jan Evertsen) | ZWEITES GESCHWADER (Jan Evertsen) | ZWEITES GESCHWADER (Jan Evertsen)  |
| ------------------------------------- | --------------------------------- | --------------------------------- | --------------------------------- | ---------------------------------- |
| Admiralität                           | Schiff                            | Kanonen                           | Besatzung                         | Kapitän                            |
| F                                     | Groot Frisia                      | 72                                | 413                               | L. A. Tjerk Hiddes de Vries        |
| F                                     | Groningen                         | 70                                | 341                               | V. A. Rudolf Coenders              |
| F                                     | Prins Hendrik Casimir             | 70                                | 392                               | SbN. Hendrik Bruynsvelt            |
| F                                     | Sneek                             | 65                                | 326                               | Ruyrt Hillebrantszoon              |
| F                                     | Oostergo                          | 60                                | 275                               | Jan Janszoon Vijselaar             |
| F                                     | Westergo                          | 56                                | 230                               | Wytse Beyma                        |
| F                                     | Elf Steden                        | 54                                | 236                               | Barend Hiddes de Vries             |
| F                                     | Prinses Albertina                 | 50                                | 213                               | Pieter Feykeszoon Eykema           |
| F                                     | Omlandia                          | 48                                | 206                               | Christiaan Ebelszoon               |
| F                                     | Klein Frisia                      | 38                                | 191                               | Jan Pieterszoon Vinckelbos         |
| Z                                     | Walcheren                         | 70                                | 380                               | L. A. Jan Evertsen                 |
| Z                                     | Tholen                            | 60                                | 296                               | V. A. Adriaan Banckert             |
| Z                                     | Zierikzee                         | 58                                | 317                               | SbN. Cornelis Evertsen d. J.       |
| Z                                     | Middelburg                        | 50                                | 217                               | Jacob Adrianszoon Pens             |
| Z                                     | Vlissingen                        | 50                                | 210                               | Jan Matthijszoon                   |
| Z                                     | Kampveere                         | 50                                | 218                               | Adriaan de Haaze                   |
| Z                                     | Utrecht                           | 50                                | 220                               | Jan Pieterszoon Tant               |
| Z                                     | Dordrecht                         | 49                                | 200                               | Adriaan van Cruiningen             |
| A                                     | Stad Gouda                        | 46                                | 230                               | Dirk Scheij                        |
| A                                     | Dom van Utrecht                   | 46                                | 228                               | Jacob Willenszoon Broeder          |
| A                                     | Stavoren                          | 46                                | 230                               | Jacob Pauw                         |
| A                                     | Wakende Boei                      | 46                                | 229                               | Hendrik Vroom                      |
| A                                     | Zon                               | 44                                | 198                               | Floris Floriszoon Bloem            |
| Fregatten                             |                                   |                                   |                                   |                                    |
| Z                                     | Zeeridder                         | 34                                | 175                               | Willem Marinissen                  |
| Z                                     | Delft                             | 34                                | 1698                              | Dirk Jacobszoon Kiela              |
| Z                                     | Zeelandia                         | 34                                | 173                               | Abraham Crijnssen                  |
| Z                                     | Schakerlo                         | 29                                | 147                               | Cornelis Evertsen d. Jüngste       |
| Z                                     | Visschers Harder                  | 26                                | 105                               | Jan Adrianszoon Blanckert          |
| Yachten                               |                                   |                                   |                                   |                                    |
| Z                                     | Prins te Paard                    | 14                                | 75                                | Willem Hendrikszoon van der Veere  |
| Z                                     | Zouteland                         | 6                                 | 29                                | Klaas Reinierszoon                 |
| Z                                     | Dishoek                           | 6                                 | 21                                | Gilles Geleynszoon                 |
| Z                                     | West-Souburg                      | 6                                 | 13                                | Frans Roys                         |
| Z                                     | Oost-Souburg                      | 6                                 | 13                                | Daniel Verdiest                    |
| Brander                               |                                   |                                   |                                   |                                    |
| Z                                     | Eendracht                         | 2                                 | 8                                 | Willem Meerman                     |
| Z                                     | Hoop                              | 4                                 | 14                                | Engel Adriaanszoon                 |
| F                                     | Prinses                           | 3                                 | 16                                | Meindert Jentjes                   |
| M                                     | Fortuin                           | 2                                 | 9                                 | Jan Danielszoon van den Rijn       |
| M                                     | Schiedam                          | 4                                 | ?                                 | Gerrit Andrieszoon Mak             |
| M                                     | Erasmus                           | ?                                 | ?                                 | Bartel Evertszoon Licht            |
| ERSTES GESCHWADER (Michiel de Ruyter) |                                   |                                   |                                   |                                    |
| Admiralität                           | Schiff                            | Kanonen                           | Besatzung                         | Kapitän                            |
| Vorhut–Division                       |                                   |                                   |                                   |                                    |
| M                                     | Eendracht                         | 71                                | 402                               | L. A. Ært van Nes                  |
| M                                     | Groot Hollandia                   | 65                                | 311                               | Laurens Davidszoon van Convent     |
| M                                     | Prinses Louise                    | 40                                | 200                               | Frans van Nijdek                   |
| A                                     | Provincie Utrecht                 | 64                                | 273                               | Jacob Corneliszoon Swart           |
| A                                     | Gouden Leeuwen                    | 52                                | 251                               | Enno Doedes Star                   |
| A                                     | Tromp                             | 46                                | 245                               | Hendrik van Vollenhoven            |
| A                                     | Harderwijk                        | 44                                | 220                               | Thomas Tobias                      |
| M                                     | Wapen van Utrecht                 | 36                                | 149                               | Eland du Bois                      |
| M                                     | Nijmegen                          | 34                                | 130                               | Willem Boudewijnszoon van Eyk      |
| M                                     | Swol (Yacht)                      | 16                                | 58                                | Pieter Wijnbergen                  |
| M                                     | Lijdzaamheid (fs)                 | 2                                 | 10                                | Cornelis Jacobszoon van der Horven |
| M                                     | Helena (fs)                       | 2                                 | 10                                | Jan Broerszoon Vermeulen           |
| M                                     | Delft (fs)                        | 4                                 | ?                                 | Willem Pauluszoon                  |
| Haupt–Division                        |                                   |                                   |                                   |                                    |
| M                                     | Delft                             | 62                                | 304                               | SbN. Jan Janszoon van Nes          |
| A                                     | Wapen van Utrecht                 | 66                                | 290                               | Hendrik Gotskens                   |
| A                                     | Stad en Lande                     | 58                                | 280                               | Hugo van Nieuwenhof                |
| A                                     | Zuiderhuis                        | 50                                | 243                               | Cornelis van Hogenhoeck            |
| M                                     | Zeven Provincien                  | 80                                | 492                               | Adm. Gen. Michiel de Ruyter        |
| M                                     | Gelderland                        | 66                                | 360                               | Willem Joseph van Ghent            |
| M                                     | Klein Hollandia                   | 54                                | 244                               | Evert van Gelder                   |
| M                                     | Wassenaar                         | 58                                | 254                               | Ruth Maximiliaan                   |
| A                                     | Vrede                             | 46                                | 230                               | Jan du Bois                        |
| M                                     | Gorinchem                         | 34                                | 130                               | Huybert Jacobszoon Huygen          |
| M                                     | Schiedam                          | 22                                | 80                                | Jacob Pieterszoon Swart            |
| M                                     | Lopende Hert (Yacht)              | 8                                 | 20                                | Dirk de Munnik                     |
| M                                     | Lammertje Kweek (fs)              | 2                                 | 11                                | Jan van Brakel                     |
| M                                     | Rotterdam (fs)                    | ?                                 | ?                                 | Gysbert Jacobszoon de Hay          |
| F                                     | Eckster (fs)                      | 2                                 | 11                                | Reiner de Vos                      |
| Nachhut–Division                      |                                   |                                   |                                   |                                    |
| M                                     | Ridderschap                       | 66                                | 364                               | V. A. Jan de Liefde                |
| M                                     | Dordrecht                         | 46                                | 200                               | Philips van Almonde                |
| A                                     | Geloof                            | 64                                | 335                               | Nicolaas Marrevelt                 |
| A                                     | Amsterdam                         | 62                                | 294                               | Jacob van Meeuwen                  |
| A                                     | Raadhuis van Haarlem              | 46                                | 232                               | Jan de Jong                        |
| A                                     | Huis te Jaarsveld                 | 44                                | 216                               | Jost Verschuur                     |
| N                                     | Wapen van Nassau                  | 60                                | 285                               | David Vlugh                        |
| N                                     | Hollandse Tuin                    | 56                                | 244                               | Jan Crook                          |
| M                                     | Vrede                             | 34                                | 118                               | Juriaan Juriaanszoon Poel          |
| M                                     | Harderwijk                        | 32                                | 141                               | Nicolaas Naalhout                  |
| M                                     | Goede Hoop (fs)                   | 2                                 | 12                                | Pieter Lievenszoon                 |
| DRITTES GESCHWADER (Cornelis Tromp)   |                                   |                                   |                                   |                                    |
| Admiralität                           | Schiff                            | Kanonen                           | Besatzung                         | Kapitän                            |
| N                                     | Westfriesland                     | 78                                | 398                               | L. A. Jan Corneliszoon Meppel      |
| N                                     | Pacificatie                       | 73                                | 354                               | V. A. Volckert Schram              |
| N                                     | Jozua                             | 54                                | 242                               | SbN. Govert’t Hoen                 |
| N                                     | Maagd van Enkhuizen               | 72                                | 312                               | Pieter Kerseboom                   |
| N                                     | Gelderland                        | 64                                | 288                               | Johan Belgicus                     |
| N                                     | Jonge Prins                       | 62                                | 274                               | Hendrik Visscher                   |
| N                                     | Noorderkwartier                   | 58                                | 275                               | Pieter Klaaszoon Wijnbergen        |
| N                                     | Wapen van Holland                 | 48                                | 226                               | Cornelis Jacobszoon de Boer        |
| N                                     | Drie Helden Davids                | 48                                | 224                               | Adriaan Teding van Berkhout        |
| N                                     | Caleb                             | 47                                | 304                               | Jan Hek                            |
| N                                     | Wapen van Medemblik               | 46                                | 200                               | Klaas Valchen                      |
| N                                     | Eendracht                         | 44                                | 188                               | Klaas Anker                        |
| A                                     | Hollandia                         | 80                                | 450                               | L. A. Cornelis Tromp               |
| A                                     | Gouda                             | 71                                | 368                               | V. A. Isaac Sweers                 |
| A                                     | Beschermer                        | 52                                | 284                               | SbN. Willem van der Zaan           |
| A                                     | Reiger                            | 72                                | 346                               | Hendrik Adriaanszoon               |
| A                                     | Calantsoog                        | 72                                | 305                               | Jan de Haan                        |
| A                                     | Oosterwijk                        | 68                                | 313                               | François Palm                      |
| A                                     | Deventer                          | 66                                | 289                               | Jacob Andrieszoon Swart            |
| A                                     | Vrijheid                          | 58                                | 258                               | Jan van Amstel                     |
| A                                     | Huis Tijdverdrijf                 | 56                                | 291                               | Thomas Fabritius                   |
| A                                     | Vereenigde Provincien             | 48                                | 230                               | Jacob Binckers                     |
| A                                     | Kampen                            | 46                                | 231                               | Michiel Suis                       |
| A                                     | Haarlem                           | 42                                | 209                               | Pieter van Middelland              |
| A                                     | Edam                              | 37                                | 147                               | Pieter Magnussen                   |
| Fregatten                             |                                   |                                   |                                   |                                    |
| N                                     | Wapen van Hoorn                   | 30                                | 150                               | Gerrit Klaaszoon Posthoorn         |
| N                                     | Kasteel van Medemblik             | 30                                | 127                               | Jan Mauw                           |
| A                                     | Asperen                           | 34                                | 140                               | Jan Gijselszoon van Lier           |
| A                                     | Harder                            | 34                                | 136                               | Jan Davidszoon Bont                |
| A                                     | IJlst                             | 32                                | 140                               | Jacob Dirkszoon Boom               |
| A                                     | Overijssel                        | 30                                | 120                               | Arend Symonszoon Vader             |
| Yachten                               |                                   |                                   |                                   |                                    |
| A                                     | ?                                 | ?                                 | ?                                 | Jan Janszoon Verboekelt            |
| A                                     | ?                                 | ?                                 | ?                                 | Pieter Martenszoon                 |
| Brander                               |                                   |                                   |                                   |                                    |
| A                                     | Bristol                           | 4                                 | 14                                | Hendrik Dirkszoon Boekhoven        |
| A                                     | Eenhoorn                          | 4                                 | 14                                | Rein Pieterszoon Mars              |
| A                                     | Brak                              | 4                                 | 14                                | Henricus Roseus                    |
| A                                     | Wapen van London                  | 4                                 | 14                                | Gerrit Floriszoon                  |
| M                                     | Pro Patria                        | ?                                 | ?                                 | Joost Gilleszoon                   |
| M                                     | Reus                              | ?                                 | ?                                 | Jacob Martszoon de Haas            |

### Die englische Flotte

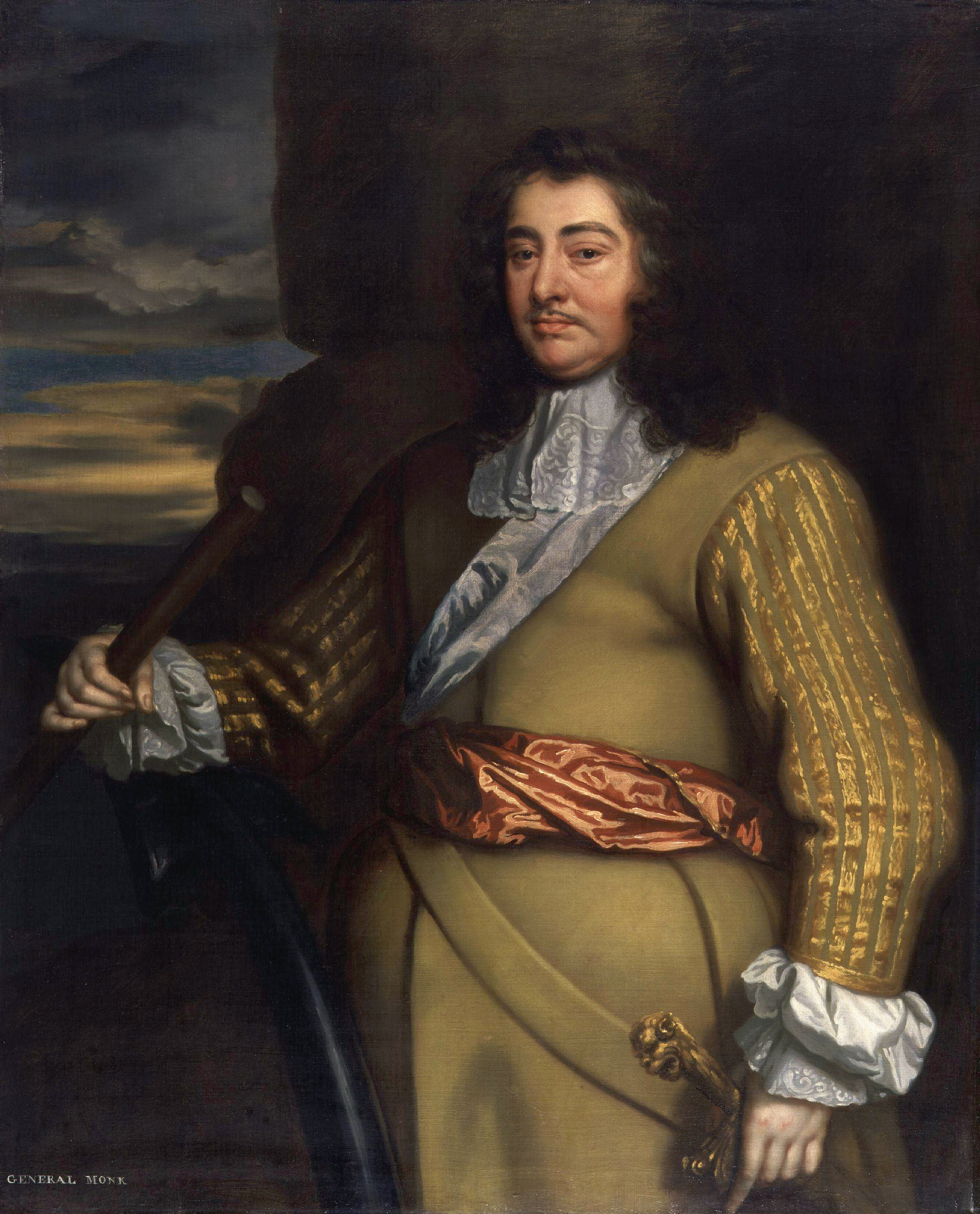
George Monck; Portrait von Sir Peter Lely (1665)

Bei der englischen Flotte ging es zunächst darum, die personellen Verluste der „Viertageschlacht“ zu ersetzen. Die Marineverwaltung ergriff dazu drastische Maßnahmen. „Pressgangs“ wurden ausgesandt, um Seeleute in die Royal Navy zu zwingen. Allein aus der Hauptstadt wurden 2750 Männer ausgehoben, zu denen Hunderte weitere aus den anderen Küstenstädten sowie 2000 Soldaten kamen. Die Reparatur der Schiffe selbst ging schnell. Bereits in der ersten Juliwoche waren genügend Schiffe beisammen, um der niederländischen Flotte erneut entgegenzutreten. Trotzdem wartete die Marineleitung auf die Fertigstellung einiger neuer großer Kriegsschiffe, wie der Loyal London (92 Kanonen), Warspite (64 Kanonen), Cambridge (64 Kanonen) und Greenwich (58 Kanonen). Erst als diese zur Flotte stießen, entschloss man sich erneut zum Angriff.
Das Marinekommando wertete außerdem die Fehler der vorangegangenen Niederlage aus und erließ neue Vorschriften. Sie besagten, dass sich die einzelnen Schiffe von nun ab enger an das eigene Flaggschiff halten sollten, um den Zusammenhalt der Geschwader zu erhöhen. Flaggensignale mussten stets weitergegeben werden und schließlich wurden Anordnungen getroffen, welche den Flaggenwechsel (Wechsel des kommandierenden Admirals auf ein anderes Schiff) näher regelten.
Die Royal Navy verfügte für ihren Angriff schließlich über 87 Kriegsschiffe der vierten bis ersten Klasse (also Schiffe mit mehr als 30 Kanonen), 3 Kriegsschiffe der fünften und sechsten Klasse, sowie 16 Brander. Unter den Schiffen waren auch 10 angeheuerte Handelsschiffe. Insgesamt zählte die Flotte 23.142 Seeleute und 4.854 Kanonen. Die Schiffe selbst waren im Durchschnitt größer als diejenigen ihrer niederländischen Gegner und auch das Kaliber der Kanonen übertraf das der Niederländer. Die englische Flotte hatte sich somit für den angestrebten Waffengang ein zumindest qualitatives Übergewicht gesichert. Den Oberbefehl führten Prince Rupert, der Herzog von Cumberland (1619–1682) und George Monck, der Duke of Albemarle (1608–1670) gemeinsam als joint admirals. Unter ihnen gliederte sich die englische Flotte in drei Teileinheiten mit jeweils Vorhut, Nachhut und Zentrum. Die White Squadron stand unter dem Befehl von Admiral Sir Thomas Allin (1612–1685) und die Blue Squadron kommandierte Admiral Sir Jeremiah Smith († 1675). Die Red Squadron als Hauptmacht befehligten die joint admirals direkt. (→ siehe: Tabelle unten)
| WHITE SQUADRON (Sir Thomas Allin)                | WHITE SQUADRON (Sir Thomas Allin) | WHITE SQUADRON (Sir Thomas Allin) | WHITE SQUADRON (Sir Thomas Allin) | WHITE SQUADRON (Sir Thomas Allin) |
| ------------------------------------------------ | --------------------------------- | --------------------------------- | --------------------------------- | --------------------------------- |
| Typ                                              | Schiff                            | Kanonen                           | Besatzung                         | Kapitän                           |
| Van–Division                                     |                                   |                                   |                                   |                                   |
| M                                                | London Merchant                   | 48                                | 180 + 30                          | Amos Beare                        |
| 3                                                | Anne                              | 58                                | 280 + 30                          | Robert Maulton                    |
| M                                                | Baltimore                         | 48                                | 180                               | John Day                          |
| 4                                                | Guinea                            | 38                                | 150                               | Arthur Ashby                      |
| 4                                                | Expedition                        | 34                                | 140                               | Tobias Sackler                    |
| 2                                                | Royal Katherine                   | 76                                | 500                               | V. A. Sir Thomas Teddeman         |
| 4                                                | Dover                             | 30                                | 170                               | Jeffery Pearse                    |
| 2                                                | St. George                        | 66                                | 360 + 40                          | John Hayward                      |
| 3                                                | Dunkirk                           | 58                                | 280                               | John Waterworth                   |
| Main–Division                                    |                                   |                                   |                                   |                                   |
| M                                                | Richard & Martha                  | 50                                | 200                               | George Colt                       |
| 3                                                | Montagu                           | 58                                | 300                               | Daniel Helling                    |
| 4                                                | Centurion                         | 48                                | 180                               | Charles Wild                      |
| 4                                                | Leopard                           | 60                                | 300                               | John Hubbart                      |
| 4                                                | Assistance                        | 46                                | 170                               | Zachary Brown                     |
| 1                                                | Royal James                       | 82                                | 570                               | Adm. Sir Thomas Allin             |
| 4                                                | Dragon                            | 40                                | 160                               | Thomas Room Coyle                 |
| 4                                                | Delft                             | 40                                | 160                               | Edward Cotterell                  |
| 2                                                | Old James                         | 70                                | 380                               | Edmund Seaman                     |
| 3                                                | Plymouth                          | 58                                | 280                               | John Lloyd                        |
| 4                                                | Assurance                         | 38                                | 150                               | John Narbrough                    |
| Rear–Division                                    |                                   |                                   |                                   |                                   |
| 4                                                | Kent                              | 46                                | 170                               | John Silver                       |
| M                                                | Coronation                        | 52                                | 190                               | William Davis                     |
| 3                                                | Helverston                        | 60                                | 260                               | Abraham Ansley                    |
| 4                                                | Hampshire                         | 42                                | 160                               | William Coleman                   |
| 3                                                | Rupert                            | 64                                | 370                               | R. A. Richard Utber               |
| 4                                                | Westfriesland                     | 52                                | 180                               | John Butler                       |
| 3                                                | York                              | 58                                | 280                               | John Swanley                      |
| 2                                                | Unicorn                           | 60                                | 320                               | George Batts                      |
| 4                                                | Mary Rose                         | 50                                | 185 + 20                          | Thomas Darcy                      |
| Brander                                          |                                   |                                   |                                   |                                   |
| fs                                               | Providence*                       | 10                                | 45                                | John Wood                         |
| fs                                               | Fortune*                          | 6                                 | 35                                | William Lee                       |
| fs                                               | Richard                           | 4                                 | 45                                | Henry Brown                       |
| fs                                               | Paul                              | 4                                 | 50                                | Daniel Stephans                   |
| fs                                               | Jacob                             | 4                                 | 40                                | William Humble                    |
| RED SQUADRON (Prince Rupert / Duke of Albermale) |                                   |                                   |                                   |                                   |
| Typ                                              | Schiff                            | Kanonen                           | Besatzung                         | Kapitän                           |
| Yacht                                            | Bristol                           | 48                                | 200                               | John Hart                         |
| Van–Division                                     |                                   |                                   |                                   |                                   |
| M                                                | Bristol                           | 48                                | 200                               | John Hart                         |
| 3                                                | Gloucester                        | 58                                | 280                               | Robert Clark                      |
| 3                                                | Royal Exchange                    | 46                                | 260                               | Giles Shelley                     |
| 4                                                | Diamond                           | 46                                | 180                               | John King                         |
| 2                                                | Martin Galley                     | 14                                | 65                                | Richard White                     |
| 4                                                | Royal Oak                         | 76                                | 450                               | V. A. Sir John Lawson             |
| 4                                                | Norwich                           | 24                                | 135                               | John Wetwang                      |
| 4                                                | Guinea                            | 36                                | 150                               | John Abelson                      |
| 4                                                | St. George                        | 60                                | 360                               | Joseph Jordan                     |
| Main–Division                                    |                                   |                                   |                                   |                                   |
| 2                                                | Coast Frigate                     | 34                                | 150                               | Thomas Lawson                     |
| 3                                                | Dover                             | 46                                | 170                               | Jeffery Pearse                    |
| 4                                                | King Ferdinando                   | 36                                | 180                               | Francis Johnson                   |
| 5                                                | Plymouth                          | 56                                | 280                               | Thomas Allin                      |
| 1                                                | Fountain                          | 30                                | 150                               | Jean Baptiste du Tiel             |
| 3                                                | Blackamore                        | 38                                | 170                               | Richard Neals                     |
| 4                                                | Mary                              | 58                                | 300                               | Jeremy Smith                      |
| 5                                                | Happy Return                      | 50                                | 145                               | James Lambert                     |
| 1                                                | Drake                             | 12                                | 85                                | Richard Poole                     |
| 6                                                | Royal Charles                     | 78                                | 550                               | Sir William Penn/ John Harman     |
| 4                                                | Mermaid                           | 28                                | 145                               | Jasper Grant                      |
| 3                                                | Fame                              | 12                                | 45                                | John Gethings                     |
| 4                                                | Bramble                           | 8                                 | 35                                | Nepthali Ball                     |
| 2                                                | Antelope                          | 46                                | 180                               | John Chicheley                    |
| 3                                                | Old James                         | 68                                | 380                               | Earl of Marlborough               |
| Rear–Division                                    |                                   |                                   |                                   |                                   |
| 4                                                | Loyal George                      | 42                                | 190                               | John Earle                        |
| M                                                | Yarmouth                          | 52                                | 190                               | Thomas Ayliffe                    |
| 3                                                | Vanguard                          | 56                                | 320                               | Jonas Poole                       |
| 4                                                | Convertine                        | 48                                | 180                               | John Pearce                       |
| 2                                                | Charity                           | 46                                | 170                               | Robert Wilkinson                  |
| 4                                                | Eagle                             | 44                                | 220                               | Thomas Hendra                     |
| 3                                                | Amity                             | 36                                | 150                               | John Parker                       |
| 4                                                | Satisfaction                      | 46                                | 180                               | Richard May                       |
| 4                                                | Fairfax                           | 58                                | 300                               | Robert Salmon                     |
| Brander                                          |                                   |                                   |                                   |                                   |
| fs                                               | Swiftsure                         | 60                                | 380                               | R. A. Sir William Berkeley        |
| fs                                               | Bonaventure                       | 40                                | 160                               | Arthur Laughorne                  |
| fs                                               | Portsmouth                        | 38                                | 160                               | Robert Mohun                      |
| fs                                               | George                            | 40                                | 180                               | Robert Hatubb                     |
| fs                                               | Leopard                           | 54                                | 240                               | Richard Beach                     |
| fs                                               | Sapphire                          | 38                                | 160                               | Henry Hyde                        |
| fs                                               | Loyal Merchant                    | 44                                | 210                               | Robert Sanders                    |
| RED SQUADRON (Prince Rupert / Duke of Albermale) |                                   |                                   |                                   |                                   |
| Typ                                              | Schiff                            | Kanonen                           | Besatzung                         | Kapitän                           |
| Van–Division                                     |                                   |                                   |                                   |                                   |
| M                                                | Forester                          | 28                                | 145                               | Edward Cotterell                  |
| M                                                | Royal Katherine                   | 70                                | 450                               | R. A. Thomas Teddiman             |
| 4                                                | Essex                             | 52                                | 52                                | Richard Utber                     |
| 3                                                | Marmaduke                         | 38                                | 150                               | John Best                         |
| 4                                                | Princess                          | 52                                | 220                               | George Swanley                    |
| 3                                                | Golden Phoenix                    | 36                                | 160                               | Samuel Dickenson                  |
| 4                                                | Adventure                         | 36                                | 150                               | Benjamin Young                    |
| M                                                | Society                           | 36                                | 160                               | Ralph Lascelles                   |
| Main–Division                                    |                                   |                                   |                                   |                                   |
| 3                                                | Dreadnought                       | 58                                | 280                               | Henry Tearne                      |
| 2                                                | Prudent Mary                      | 36                                | 160                               | Thomas Harward                    |
| 3                                                | Dragon                            | 38                                | 160                               | John Lloyd                        |
| 3                                                | Centurion                         | 46                                | 180                               | Robert Moulton                    |
| 4                                                | Montagu                           | 58                                | 300                               | Henry Fenne                       |
| 2                                                | Oxford                            | 24                                | 135                               | Philip Bacon                      |
| 4                                                | Prince                            | 86                                | 700                               | Roger Cuttance                    |
| 3                                                | Pembroke                          | 28                                | 145                               | Thomas Darcy                      |
| 4                                                | Bryar                             | 12                                | 45                                | Richard Cotton                    |
| 4                                                | Dunkirk                           | 54                                | 260                               | John Hayward                      |
| 4                                                | Breda                             | 46                                | 180                               | Robert Kirby                      |
| Rear–Division                                    |                                   |                                   |                                   |                                   |
| M                                                | John & Thomas                     | 44                                | 200                               | Henry Dawes                       |
| 4                                                | Swallow                           | 46                                | 180                               | Richard Hodges                    |
| 2                                                | Madras                            | 42                                | 180                               | John Norbrook                     |
| 4                                                | Jersey                            | 48                                | 190                               | Hugh Hide                         |
| 2                                                | Hambro' Merchant                  | 36                                | 170                               | James Cadman                      |
| 4                                                | Hampshire                         | 40                                | 160                               | George Batts                      |
| 3                                                | Castle Frigate                    | 36                                | 160                               | Philip Euatt                      |
| 4                                                | Assistance                        | 40                                | 170                               | Zachary Brown                     |
| 4                                                | Nicorn                            | 56                                | 320                               | Henry Teddiman                    |
| Brander                                          |                                   |                                   |                                   |                                   |
| fs                                               | Providence                        | 30                                | 140                               | Richard James                     |
| fs                                               | York                              | 58                                | 280                               | John Swanley                      |
| fs                                               | Henry                             | 70                                | 430                               | V. A. Sir George Ayscue           |
| fs                                               | Guernsey                          | 28                                | 145                               | Humphrey Connisby                 |

## Schlachtverlauf

### Annäherung der Flotten

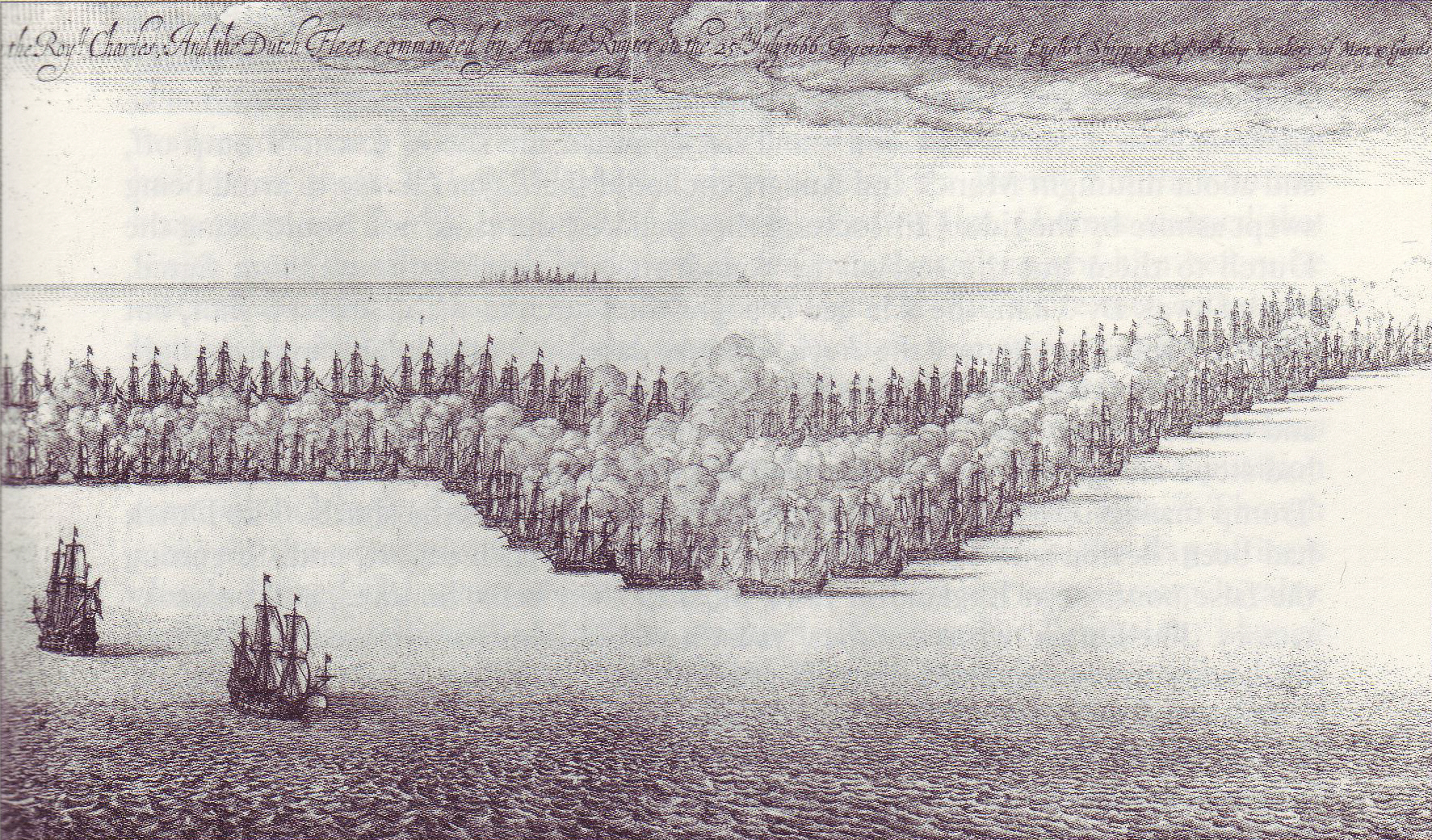
Eröffnungsphase der Schlacht; Stich von Wenceslaus Hollar (1607–1677)

Prince Rupert und Admiral Monck warteten, bis es der Wind erlaubte, die gesamte englische Flotte auf einmal die Themse hinab zu führen, damit sie nicht getrennt von den dort wartenden Niederländern angegriffen würde. Am 1. August erschienen die englischen Schiffe in der Themsemündung. Admiral De Ruyter wollte es vermeiden, in den Küstengewässern, die er nicht gut genug kannte, zu kämpfen. Er zog sich deshalb in südlicher Richtung auf die offene See hinaus zurück. In der Nacht des 2. August verhinderte ein Sturm jede Aktion und am 3. August beschatteten sich beide Flotten, während sie die Schäden des vergangenen Sturms ausbesserten. Beide Verbände hatten inzwischen östlichen Kurs eingeschlagen.
Am Morgen des 4. August 1666 formierten beide Flotten ihre Schlachtlinien parallel zueinander. Zu diesem Zeitpunkt befanden sie sich etwa 20 Kilometer südöstlich von Orfordness. Die Engländer segelten nördlich der niederländischen Linie und nahmen damit die vorteilhafte Luv-Position ein, aus der heraus sie jederzeit einen Angriff einleiten konnten. Auf Seiten der niederländischen Flotte gab es Probleme beim Bilden der Kiellinie. Die Vorhut unter Admiral Evertsen segelte schneller als das Zentrum unter Admiral De Ruyter, wodurch eine Lücke zwischen diesen beiden Geschwadern entstand. Gleichzeitig befanden sich noch einige Schiffe des Zentrumsverbandes zwischen Schiffen der Nachhut von Admiral Tromp. Der Admiral beschloss zu warten, bis sich diese von ihm gelöst hätten, und machte deshalb kaum Fahrt. Dadurch entstand auch zwischen Nachhut und Zentrum eine breite Lücke. Als ein zusätzliches Problem sollte es sich erweisen, dass das niederländische Zentrumsgeschwader ein Stück südlicher stand, als die anderen Verbände. Admiral De Ruyter machte keine Anstalten, um selbst durch Manöver die Luv-Position zu gewinnen, sondern verblieb passiv im Lee, um den englischen Angriff abzuwarten. Wahrscheinlich herrschte auf der niederländischen Seite die Ansicht vor, dass die neue englische Flotte nach den Verlusten der letzten Schlacht höchstens aus schwachen Kauffahrtsschiffen bestehen könne und die niederländischen Schiffe deshalb die Feuerüberlegenheit besäßen.

### Der Feuerkampf bis zum Nachmittag
Die englische Flotte ging nun zum Angriff über. Prince Rupert und Admiral Monck hatten ursprünglich geplant, alle drei Geschwader auf einmal an den Gegner heranzubringen. Dies misslang jedoch und so kamen zunächst nur die beiden Vorhuten in Kontakt. Das niederländische Geschwader unter Admiral Evertsen begann gegen 9:30 Uhr schon auf große Distanz den Beschuss der White Squadron von Admiral Allin. Diese erwiderte das Feuer ab ca. 10:00 Uhr. Eine Stunde später kamen auch die beiden gegnerischen Zentrumsgeschwader miteinander ins Gefecht und erst um 12:00 Uhr entwickelte sich auch zwischen den Nachhuten ein Feuerkampf. Zu diesem Zeitpunkt waren fast 5000 Kanonen im Einsatz. Aufgrund der großen Lücken in der niederländischen Kiellinie zerfiel die Schlacht fast von Anfang an in diese drei separaten Abschnitte.
Das Gefecht zwischen der englischen und niederländischen Vorhut offenbarte bald die überlegene Feuerkraft der White Squadron. Die Engländer waren dank ihrer Luv-Position in der Lage, ihre Brander zum Einsatz zu bringen. Doch diese erwiesen sich wegen des schwachen Windes als zu langsam und wurden von den niederländischen Breitseiten gestoppt, bevor sie ihr Ziel erreichen konnten. Doch die Feuerkraft der englischen Schiffe brachte die niederländische Vorhut bald in Bedrängnis. Bis 14:00 Uhr verlor sie fünf Admiräle, darunter Tjerk Hiddes de Vries, Rudolf Coenders und Johan Evertsen selbst. Die Spitze des niederländischen Geschwaders wurde dann durch die englische Van-Division unter Vizeadmiral Sir Thomas Teddeman nach Südosten hin abgedrängt. Um 15:00 Uhr begannen die Reste des Geschwaders einen ungeordneten Rückzug.
Im Zentrum schien sich dieser Ablauf noch einmal zu wiederholen. Auch hier lag die Feuerüberlegenheit auf Seiten der Engländer. Dabei wurden auch die beiden Flaggschiffe, die englische  Royal Charles (82 Kanonen, 700 Mann) und die niederländische Zeven Provinciën (80 Kanonen, 492 Mann) in ein heftiges Duell verstrickt, aus dem sich die joint admirals schließlich zurückziehen mussten. Danach jedoch wurde das niederländische Flaggschiff von der Royal Sovereign (102 Kanonen, 800 Mann) angegriffen. Dieses größte englische Kriegsschiff hatte zuvor die Begleitschiffe der Zeven Provinciën (Gelderland, Klein Hollandia und Wassenaar) erfolgreich bekämpft und nahm nun den Platz der aus dem Verband ausscherenden Royal Charles ein. Ein niederländischer Versuch gegen 15:00 Uhr, einen Brander gegen die Royal Sovereign einzusetzen, scheiterte mit der Versenkung des Brandschiffes. Nun bekämpfte sie das niederländische Flaggschiff, welches bis kurz vor 16:00 Uhr aufgrund der großen Schäden aus der niederländischen Schlachtreihe ausscheren musste. Daraufhin wandte sich nach der Vorhut nun auch das gesamte niederländische Hauptgeschwader zum Rückzug nach Süden.

### Das Gefecht der Nachhuten
Der Kampf bei den Nachhuten verlief anders. Hier verfügte Admiral Tromp über das stärkste niederländische Geschwader und war an Anzahl sowohl der Kanonen als auch der Besatzungen seinem englischen Gegner – Admiral Smith mit der Blue Squadron – überlegen. Die Van-Division der Blue Squadron, kommandiert von Rear-Admiral John Kempthorne, geriet zuerst in das niederländische Feuer und erlitt bald Verluste. Der Kapitän der Elisabeth ergriff mit seinem Schiff die Flucht und die East India London wurde kampfunfähig geschossen. Gegen 15:00 Uhr verlor dann die Resolution (58 Kanonen, 300 Mann) ihren Topmast und trieb manövrierunfähig auf die niederländische Linie zu. Der Rest der Division versuchte ihr zu Hilfe zu kommen und drehte mit direktem Kurs nach Süden auf die niederländische Linie ein. Trotzdem wurde das Schiff durch einen niederländischen Brander versenkt. 200 Seeleute ertranken dabei. Rear-Admiral Kempthorne brachte seine Division nun wieder auf einen Kurs parallel zur niederländischen Linie.

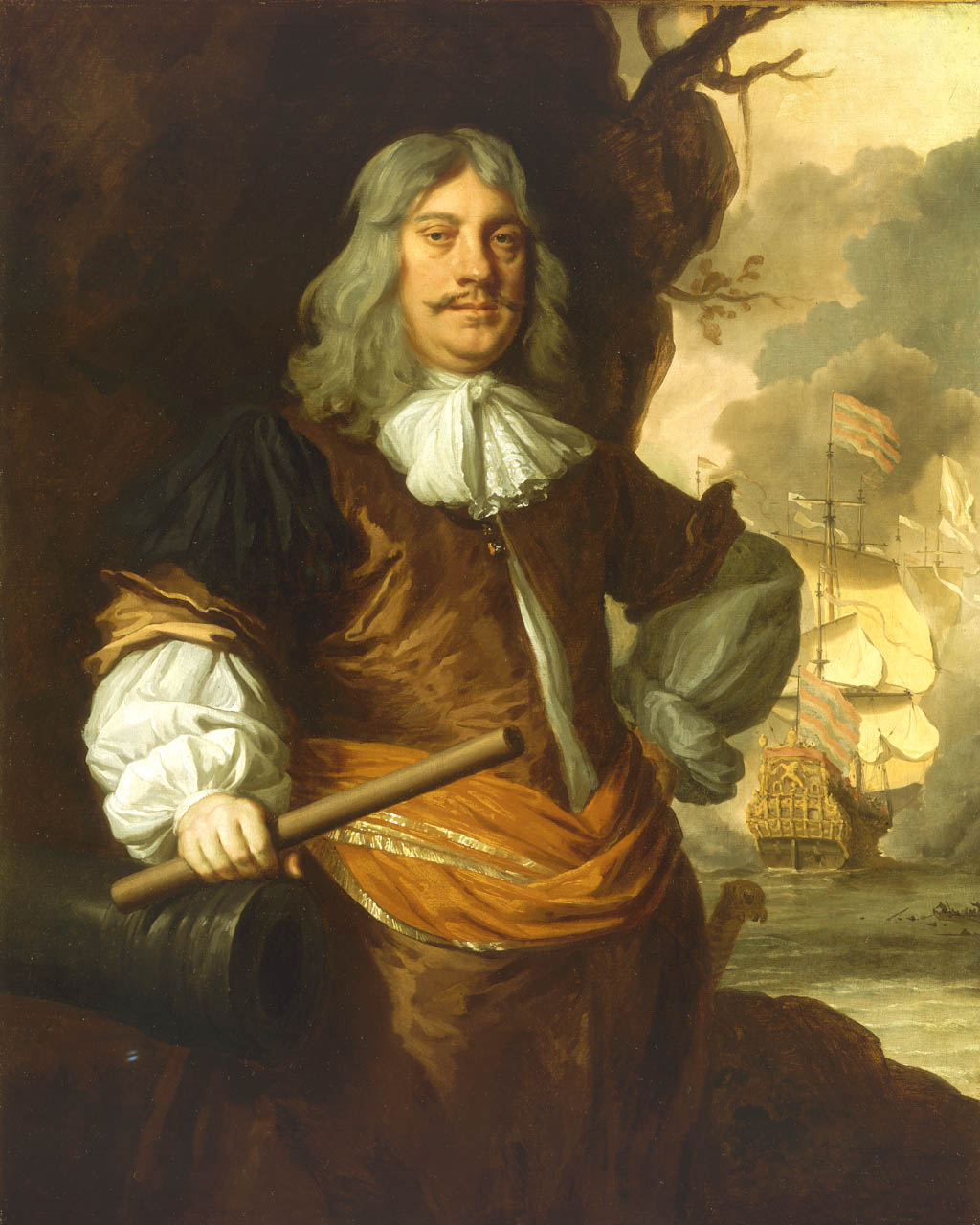
Cornelis Tromp; Portrait von Sir Peter Lely (1675)

Durch die Hilfsaktionen Kempthornes für die Resolution kam Unordnung in die englische Linie. Die Zentrumsdivision unter Admiral Smith’ persönlicher Führung musste nunmehr, an Kempthorne vorbeilaufend, die Spitze der Linie übernehmen. Gleichzeitig blieb allerdings die niederländische Vorhut-Division unter Admiral Meppel ohne englisches Gegengewicht, da Kempthorne zeitweise nicht mehr parallel zu ihr gelaufen war. Der niederländische Admiral nutzte diese Gelegenheit und drehte nach Norden ein, um die Luv-Position zu gewinnen und die Blue Squadron zu umfassen. Dieses Manöver dauerte bis gegen 17:00 Uhr. Admiral Smith’ Division kam erst danach ins Gefecht mit Admiral Meppels Division und beide bewegten sich nun auf nordwestlichem Kurs, während sich die anderen Divisionen weiterhin in östliche Richtung bewegten. Gegen 18:00 Uhr drehten jedoch auch die beiden anderen englischen Divisionen ab und folgten der Division Admiral Smith'. Die Niederländer verfolgten sie und der Kampf entfernte sich vom „Schlachtfeld“ der eigentlichen Hauptkräfte, welche sich zu diesem Zeitpunkt bereits in entgegengesetzter Richtung nach Südosten zurückzogen. Insgesamt 28 englische und 35 niederländische Schiffe waren somit nicht mehr unter der Befehlsgewalt ihrer Oberbefehlshaber.
Die Berichte über den weiteren Verlauf des Gefechtes zwischen den gegnerischen Nachhuten widersprechen sich. Admiral Smith gab an, er hätte die Niederländer in die Flucht geschlagen, während Admiral Tromp behauptete, er habe die Engländer verfolgt und erst auf die Kunde von der Niederlage der Hauptflotte diese Verfolgung abgebrochen. Nachzuweisen ist lediglich, dass der niederländische Konteradmiral Govert’t Hoen während des Gefechtes starb; dass Admiral Smith’ Flaggschiff, die Loyal London (92 Kanonen, 600 Mann), 147 Mann Verluste erlitt und Admiral Meppels Schiff, die Westfriesland (78 Kanonen, 398 Mann) etwa 100 Mann verlor.

### Die Verfolgung der niederländischen Geschwader

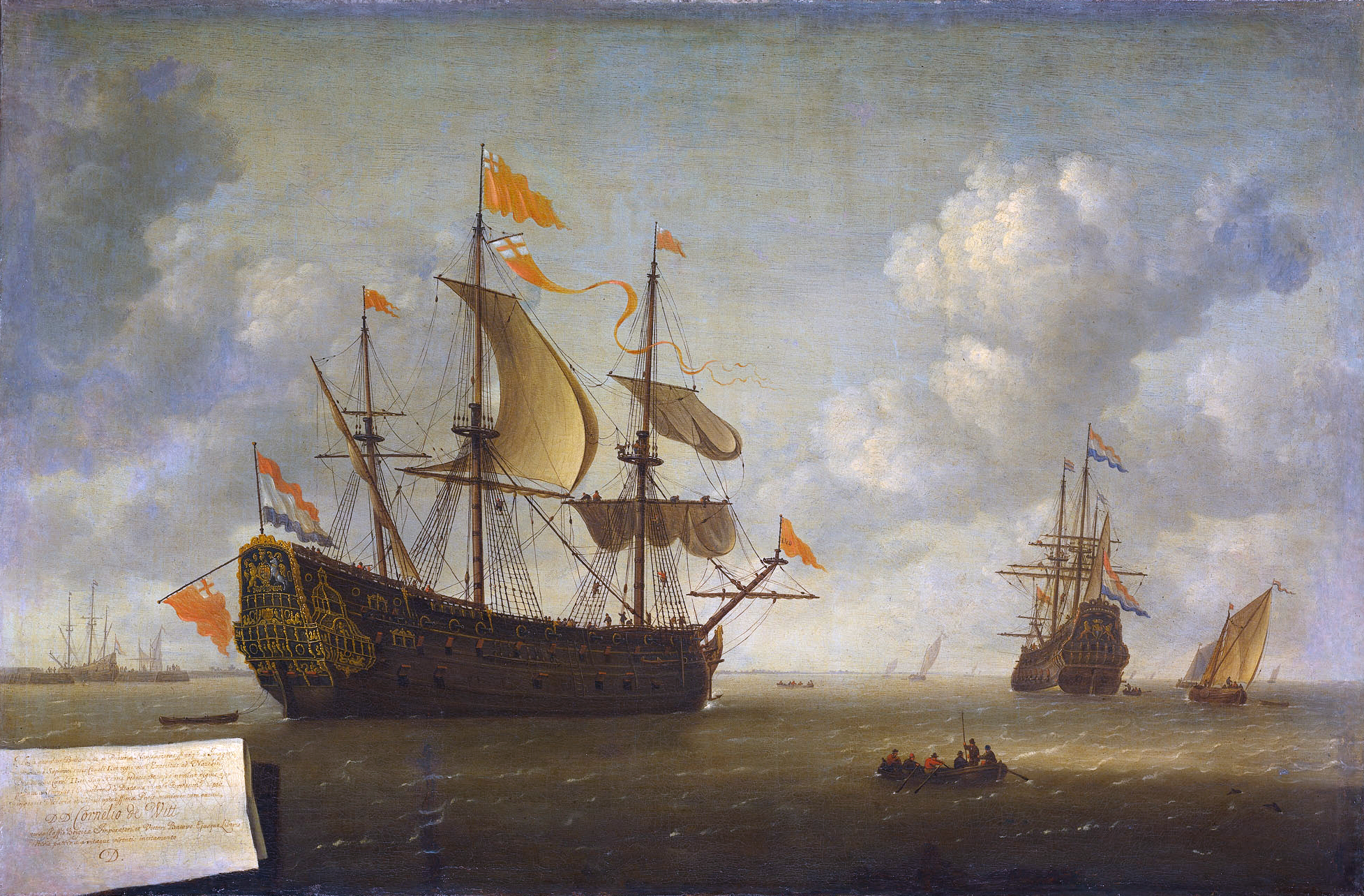
Royal Charles, hier dargestellt nach der Eroberung durch die Niederländer im Medway, 1667; Diest, Jeronymus van (II)

Inzwischen waren die niederländische Vorhut und das Zentrum im Rückzug zu den eigenen Küstengewässern begriffen. Da die Niederländer in der Schlacht bevorzugt die Segel und Takelage der englischen Schiffe zerschossen hatten, waren sie, was die Geschwindigkeit betraf, nunmehr leicht im Vorteil. Nur zwei niederländische Schiffe wurden von den verfolgenden Engländern schließlich eingeholt. Gegen 18:00 Uhr ergab sich die Sneek (65 Kanonen, 326 Mann) der Royal Charles und eine Stunde später kaperte die englische Warspite (64 Kanonen, 320 Mann) die niederländische Tholen (60 Kanonen, 296 Mann). Da die Engländer jedoch nicht die nötige Besatzung aufbringen konnten, um diese Schiffe zu besetzen, wurden beide verbrannt.
Auch während der Nacht setzten die Flotten ihren südöstlichen Kurs fort. Am Morgen drehte sich der Wind und wehte aus südwestlicher Richtung, was den niederländischen Schiffen half gute Fahrt zu machen. Doch auch am Morgen des 5. August setzte sich die Verfolgung fort. Die stark beschädigte Zeven Provinciën blieb mit einer kleinen Bedeckung etwas zurück und lief Gefahr, in die Hand der Engländer zu fallen. Doch diese waren nicht im Stande sie einzuholen, da dafür nicht genügend kleine, aber schnelle Fregatten zur Verfügung standen. Auch der Angriff eines englischen Branders wurde abgewiesen. Schließlich konnte Admiral Banckert eine neue Schlachtlinie aus niederländischen Schiffen formieren, welche die englischen Schiffe lange genug aufhielt, um Admiral De Ruyter in seinem Flaggschiff das Absetzen zu ermöglichen. Kurz vor dem Mittag erreichten die Verbände die niederländische Küste an der Scheldemündung, hinter deren Sandbänken sie vor den tiefgehenden englischen Schiffen in Sicherheit waren. In der Nacht zum 6. August lief auch das Geschwader Admiral Tromps ein, das die englische Flotte im Schutze der Dunkelheit umgehen konnte.
Die Verluste an Schiffen waren erstaunlich gering. Die englische Flotte hatte lediglich die Resolution verloren, während auf niederländischer Seite nur die Sneek und die Tholen verloren gegangen waren. Die personellen Verluste wogen schwerer, obwohl heute lediglich Schätzungen möglich sind. Prince Rupert und Admiral Monck gaben offiziell an, dass 1.000 bis 1.200 englische Seeleute gefallen wären. Schätzungen für die niederländische Flotte belaufen sich auf maximal 2.500 Mann.

## Folgen

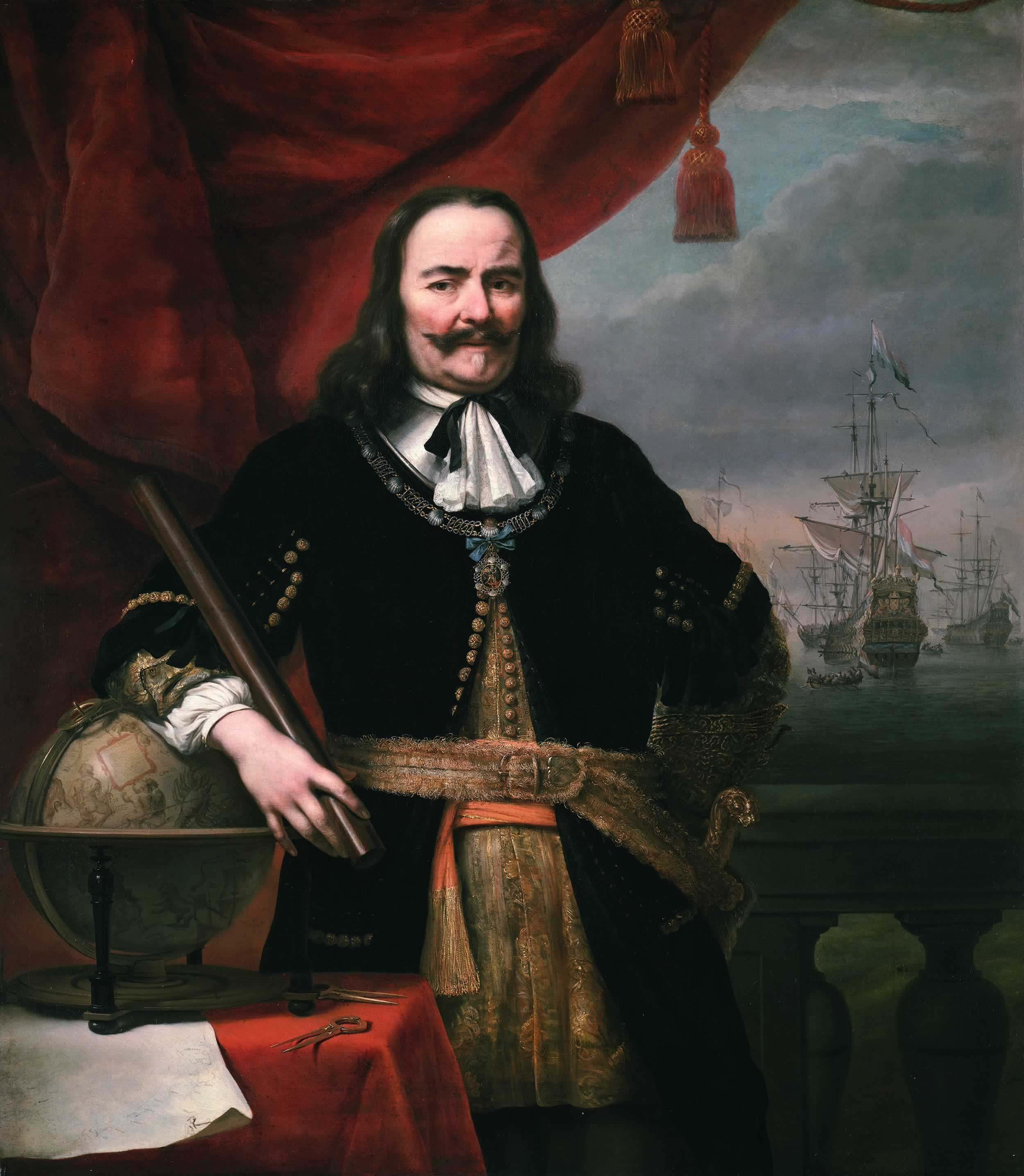
Michiel de Ruyter; Portrait von Ferdinand Bol (1667)

Die englische Flotte segelte nach ihrem Sieg entlang der niederländischen Küste und unterband jeglichen Handelsverkehr. Viele englische Kapitäne gingen nun daran, Orte entlang der Küste zu plündern und Beute zu machen. Der bekannteste Fall ereignete sich am 10. Augustjul. / 20. August 1666greg.. Vizeadmiral Robert Holmes (1622–1692) brannte das Dorf Ter Schelling (das heutige West-Terschelling) auf der Insel Terschelling nieder und versenkte in der Vlie (nahe der Insel Terschelling) 140 bis 150 Handelsschiffe, die dort vor Anker lagen. Dieses Ereignis wurde in England als Holmes’s Bonfire bekannt und gefeiert. Danach zog sich die englische Flotte wieder in eigene Gewässer zurück.
In den Niederlanden löste die Niederlage eine politische Krise aus. Die Schiffe von Zeeland und Friesland hatten in dem Vorhut-Geschwader Admiral Evertsens die größten Verluste erlitten. Ihre Gesandten machten die angeblich fehlerhafte Führung Admiral de Ruyters dafür verantwortlich. Auch die Vertreter der Stadt Rotterdam, aus der Admiral Tromp stammte, beschuldigte De Ruyter, während dessen Anhänger Tromp wiederum vorwarfen, ein Sympathisant der Oranier und Verräter zu sein. Der Streit nahm so große Ausmaße an, dass sich Seeleute der verschiedenen Offiziere in Vlissingen sogar offene Straßenschlachten lieferten. Am Ende des Disputes stand am 13. August 1666 die Entlassung von Admiral Tromp aus der Flotte.
Der St. James’s Day Fight war die letzte große Seeschlacht des Englisch–Niederländischen Krieges. Den Rest des Jahres 1666 verbrachten die gegnerischen Flotten mit verschiedenen Manövern, ohne dass es zu größeren Kampfhandlungen kam. Der Große Brand von London am 2. September belastete auch die englischen Kriegsbemühungen schwer; im folgenden Jahr verhinderte Geldknappheit das Auslaufen der Royal Navy. Ein Großteil ihrer Schiffe fiel im Juni 1667 einem Überfall der niederländischen Flotte auf die Themsemündung zum Opfer (→ Überfall im Medway), woraufhin am 21. Julijul. / 31. Juli 1667greg. der Krieg mit dem Abschluss des Friedens von Breda beendet wurde.